# Paso San Carlos
El Paso San Carlos o Paso Lucas Bridge se ubica en la comuna de Cochrane, Provincia Capitán Prat de la Región de Aysén del General Carlos Ibáñez del Campo. Este bien es parte de un camino apto para tránsito humano, de animales y de carga, construido por medio del despeje y tronadura de roca en un acantilado de unos 590 m de altura. El paso se emplaza entre 26 a 107 m de altitud sobre el Río Baker y tiene una longitud de 644,67 m.
El Paso San Carlos fue declarado monumento nacional en la categoría de monumento histórico a través del Decreto núm. 290 del 2 de julio del año 2014 del Ministerio de Educación. Dicho decreto fue modificado por el artículo 1° del decreto 7, publicado el 25.02.2019, el cual indica, que el nuevo sitio abarca una superficie total de 5.123.849 metros cuadrados (512,38 hectáreas).

## Contexto e importancia Histórica
El contexto en el que se inscribe esta obra vial se remite al histórico proceso de definición de los límites fronterizos entre Chile y Argentina, esto, en la zona Austral del país. Una vez dictado el tratado limítrofe de 1881, surgieron algunas diferencias entre los peritos de ambos países, las cuales tenían relación con la demarcación de la línea fronteriza. Precisamente, y debido a la diferencia de opinión, es que se sometió al arbitraje de Inglaterra, y el proceso se extendió entre 1897 y 1903. Bajo ese contexto, la comisión de límites realiza un trabajo de exploración, reconocimiento, y apertura de caminos para facilitar la instalación de colonos en estos territorios en litigio. De esta manera, fue como se comisionó al Ingeniero Ricardo Segundo Mitchell, quién, acompañado de  -otro ingeniero- Carlos Briceño, recorren los valles de los ríos Bravo y Pascua, con el propósito de iniciar trabajos para abrir una senda que comunicase el paso inferior del Río Baker, facilitando así el tránsito de embarcaciones hasta el denominado Puerto San Carlos, y las secciones alta y media del mismo río transitables por tierra, estableciendo de esta manera, una vía de comunicación directa dentro del territorio chileno. 
Casi en paralelo -previo al laudo arbitral- , el estado chileno se encontraba impulsando un proceso de entrega de concesiones a privados, con lo cual, buscaba promover una colonización en un amplio territorio al sur de Chiloé y el norte de Magallanes donde se mantenían diferencias limítrofes con Argentina. Las primeras concesiones fueron entregadas entre 1893 y 1903, pero no fue hasta 1904 que se produce una fuerte inversión en él área. De esta manera (y debido a que no se hallaba precisamente en suelo litigioso), la concesión otorgada a Juan Tornero, quien a su vez, asociado con capitalistas de Punta Arenas, dan origen a la Compañía Explotadora del Baker, o también llamada -erróneamente- la Sociedad Explotadora del Baker. La cual, fundamentalmente realizó la habilitación de sendas, la construcción de instalaciones, la adquisición y traslado de la primera dotación de ganado vacuno y, además, adquirió embarcaciones para la navegación del curso inferior del río. Sin embargo, la compañía no logró el éxito que se esperaba, por ende,  va a la quiebra rápidamente, quedando entonces, los terrenos a disposición de los colonos chilenos y extranjeros, quienes comenzaban un proceso espontáneo de ocupación de la zona.  
La senda abierta años antes por Mitchell y los mineros contratados bajo la supervisión del ingeniero, se encontraba en estado de desatención, ello, hasta 1921, cuando es rehabilitada por una empresa interesada en dichas tierras, Estancias Posadas, Hobbs & Cía, quienes firman un contrato de arrendamiento y asumen el trabajo de reapertura del camino. Ello, con el propósito de establecer la obligatoria ruta de transporte para la producción de la Estancia, y dejarla apta para el tráfico de mulares con carga desde distintas secciones dentro del amplio territorio que arrendaba. Lo anterior, se debe a que el Estado chileno ordenó que el arrendamiento de tierras en ese lugar, debía considerar la instalación de un camino hacia el Pacífico, el cual tenía por objetivo permitir sacar la producción y así abandonar el tráfico por Argentina. Es entonces, que el puerto por donde debía salir esta producción era Bajo Pisagua, en donde se realizaron mejoras por parte de los nuevos arrendatarios.  
En efecto, el Paso San Carlos constituye un hito único por sus características, que da cuenta de la labor pionera del Estado en Aysén. Este camino será la base de la futura ruta de mulas que implementará la empresa ganadera a cargo de Lucas Bridge para evacuar su producción. Hacia 1927, dos años antes que caducara el contrato de arrendamiento que tenía la sociedad, el Ministerio de Fomento se dispone a iniciar el trabajo preparatorio para la futura subasta del arrendamiento de los terrenos de la cuenca del Río Baker. Antes de someter a una subasta pública dichos terrenos, se comisiona al ingeniero Carlos Oportus Mena, quién, deberá transitar por la ruta en funcionamiento, y precisamente da cuenta de aquello en uno de sus informes. En un breve párrafo hace referencia del camino, donde se lee lo siguiente “Desde Puerto Carlos se abandona la vía del río para tomar caballo, y hacer, por un sendero en parte labrado en la roca misma de los farellones accidentales de los cerros que por el oriente cierran el valle del Baker, los aproximadamente 50 kilómetros que median entre San Carlos y la Estancia sección La Colonia”.
La Compañía disponía a la visita de Oportus de 200 mulas para transportar lana desde la sección La Colonia (amplio campo ubicado al sureste de la confluencia del río Colonia con el Baker) hasta el Puerto San Carlos, donde los animales eran conducidos por la ruta anteriormente mencionada. La compañía, consideraba el Paso San Carlos como parte de su inventario anual, es así como lo consigna un documento fechado en 1927, que corresponde al inventario de la Estancia, es presumible que durante estos trabajos de mejoramiento de la senda, se hayan colocado las primeras barandas de protección elaboradas en madera y anclajes de fierro a la roca. De tal manera, este camino quedara habilitado la Estancia utilizará normalmente entre la década del veinte y treinta. 
El uso de la ruta resultaba oneroso y, además, bastante peligroso para la compañía, es por esto que incluso se decidió estudiar la posibilidad de buscar otra vía por la cual evacuar la producción. Es así, como en 1932 toda la carga se comenzaría a realizar en parte, vía territorio argentino con destino final Puerto Aisén. El Estado, que al mismo tiempo renovó el contrato con la empresa, le exigió el tránsito por la mayor cantidad de territorio nacional posible, lo que derivó en la necesidad de construir un camino de carretas entre el Valle Chacabuco y Lago Bertrand, para así embarcar desde allí vía lacustre (Lago general Carrera) los productos. Esto dará frutos hacia 1941,cuando la compañía logra evacuar su producción hacia Puerto Aisén utilizando el transporte lacustre hasta Puerto Ibáñez y allí en carretas hasta el puerto marítimo.
Posteriormente la ruta hacia Bajo Pisagua será abandonada, y quedará desde ese momento como un camino utilizado solamente por pobladores del área, tanto trabajadores de la compañía, como pobladores particulares que se irán asentando en esas tierras.

## Otros antecedentes
En el trabajo “Ocupación y Colonización de la Región Septentrional del antiguo territorio de Magallanes,entre los paralelos  47° y 49" Sur”, su autor Mateo Martinic cita un párrafo en el que es posible leer "Estimo que en tiempos normales una lancha con una velocidad máxima de unas 14 millas y 3 pies de calado , podía remontar las corrientes hasta San Carlos, que queda a una milla río abajo del "Saltón" y que desde allí podríamos hacer un camino de cornisa para mulas. Una vieja senda había sido trazada por la antigua Compañía o por la Comisión de Límites, trabajo que honra a ambas, pero ella estaba prácticamente borrada por la acción del tiempo".